# Orgyia basinigra
Orgyia basinigra är en fjärilsart som beskrevs av Franciscus J.M. Heylaerts 1892. Orgyia basinigra ingår i släktet fjädertofsspinnare, och familjen tofsspinnare. Inga underarter finns listade i Catalogue of Life.